# Kim Darby
Kim Darby (Los Angeles, 8 juli 1947) is een Amerikaanse actrice. Ze speelde in meer dan 80 films en televisieseries en gaf tussen 1992 en 2009 acteerles aan de UCLA.

## Biografie
Darby werd geboren als Deborah Zerby in Los Angeles op 8 juli 1947 als dochter van het professioneel danspaar Inga Wiere en Jon Zerby.  Haar vader gaf haar de bijnaam "Derby" omdat hij dacht dat "Derby Zerby" een geweldige artiestennaam zou zijn. Ze trad een tijdlang op als zangeres en danseres onder de naam Derby Zerby, maar omdat ze dacht dat ze met die naam geen serieuze acteerrollen zou krijgen, veranderde haar artiestennaam uiteindelijk in Kim Darby.
Ze begon haar acteercarrière als danseres in de film Bye Bye Birdie (1963). Haar grote doorbraak kwam er met de rol van de vroegrijpe Mattie Ross in de western True Grit (1969) met John Wayne. Deze rol leverde haar een BAFTA Award-nominatie op voor "Meest veelbelovende nieuwkomer in hoofdrollen".
In 1970 speelde ze in The Strawberry Statement en Norwood. Ze acteerde samen met Henry Winkler in The One and Only (1978) en verscheen in de absurde komedie Better Off Dead uit 1985. Tien jaar later speelde ze in Halloween: The Curse of Michael Myers (1995).
Op televisie had ze gastrollen in televisieseries als Wagon Train, The Fugitive, Ironside, Gunsmoke, Bonanza en Star Trek: The Original Series. In de jaren zeventig was ze te zien in onder andere The Streets of San Francisco, Police Story en The Love Boat. Haar optreden in de miniserie Rich Man, Poor Man leverde haar een Primetime Emmy Award-nominatie op voor "Beste éénmalig optreden van een vrouwelijke bijrol in een komedie- of dramaserie".
Na de jaren zeventig ging het bergaf met haar carrière, deels vanwege haar toenmalige afhankelijkheid van amfetaminen. In de jaren tachtig en negentig speelde ze gastrollen in series als Fantasy Island, The Facts of Life, Murder, She Wrote, Scarecrow and Mrs. King en The X-Files.
In 1990 begon ze acteerlessen te geven in de omgeving van Los Angeles en van 1992 tot 2009 was ze docent aan de Universiteit van Californië - Los Angeles.
Darby trouwde vier keer. Aan haar eerste huwelijk uit 1968 met acteur James Stacey hield ze een dochter over. Een jaar later volgde een scheiding. In 1970 trouwde ze met acteur James Westmoreland, maar dat huwelijk hield nog geen drie maanden stand.  Van oktober 1978 tot juni 1981 was ze getrouwd met acteur Jack La Rue Jr. en van augustus 1986 tot 1990 met Bill Tennant. Ook die twee laatste huwelijken eindigden in een scheiding.